# 1. FC Greiz
Der 1. FC Greiz ist ein Fußballverein in der ostthüringischen Kreis- und Industriestadt Greiz.

## Geschichte

### Vor dem Zweiten Weltkrieg
Die Fußballspieler der Greizer Turnerschaft gründeten am 12. Mai 1920 einen eigenständigen Verein, den 1. FC Greiz. Zunächst noch unter einfachen Verhältnissen auf dem Greizer Schützenplatz oder den Zeddelwiesen spielend, entwickelte sich rasch eine kampfstarke Mannschaft, die 1930 Osterlandmeister wurde. Mithilfe von Arbeitslosen und unter Beteiligung der Greizer Fußballanhänger entstand in den Jahren 1931 und 1932 mit dem Tempelwaldsportplatz eine vereinseigene Spielstätte. Er wurde am 28. August 1932 mit einem Spiel gegen den Leipziger Spitzenverein Wacker Leipzig eingeweiht, das die Greizer mit 2:0 gewannen. Nach Ende des Zweiten Weltkrieges wurde der 1. FC Greiz aufgrund einer Direktive der Besatzungsmächte im Jahre 1945 aufgelöst.

### Zerfall in einzelne Betriebssportgemeinschaften
Ab 1946 waren in Ostdeutschland Sportwettkämpfe von locker organisierten Sportgemeinschaften zunächst nur auf Kreisebene erlaubt. Im damals 45.000 Einwohner zählenden Greiz entstanden mehrere solcher Gemeinschaften mit Bezeichnungen wie Greiz-Stadt, Greiz-Mitte, Greiz-Ost. Im Zuge der Neuorganisation des Sports in Ostdeutschland auf der Basis von so genannten Betriebssportgemeinschaften (BSG) wurde 1949 die BSG Vorwärts Greiz gegründet. Bis 1955 gab es mehrere Umstrukturierungen und Fusionen, bis schließlich 1959 mit der Zusammenlegung der Betriebssportgemeinschaften Chemie und Textil längerfristig die BSG Fortschritt Greiz gebildet wurde. Unter dem Namen Einheit Greiz waren die Fußballspieler 1952 in die Bezirksliga Gera aufgestiegen, zu diesem Zeitpunkt die dritthöchste Spielklasse im DDR-Fußball.

### Eine BSG, zweite Liga, drei Namen
Die Fusion zur BSG Fortschritt brachte für die Fußballsektion weitere Erfolge, 1961 mit dem Gewinn des Bezirkspokals und 1962 mit dem Aufstieg aus der inzwischen viertklassigen Bezirksliga in die II. DDR-Liga. Diese wurde nach der Saison 1962/63 aufgelöst, der erreichte 9. Platz bedeutete die Rückkehr in die Bezirksliga. Dort verblieb die BSG Fortschritt mit Ausnahme der Spielzeit 1967/68 (Abstieg in die Bezirksklasse) bis 1971. In diesem Jahr wurde die zweitklassige DDR-Liga von zwei auf fünf Staffeln aufgestockt, und zur Auffüllung des Teilnehmerfeldes waren auch die Bezirks-Vizemeister aufstiegsberechtigt. Darunter war auch Fortschritt Greiz. Damit hatte die BSG ihr bestes Ergebnis während der Zeit des DDR-Fußballs erreicht, denn schon nach einem Jahr stieg die Mannschaft mit Platz 10 unter elf Mannschaften 1972 wieder ab. Zwischen 1972 und 1986 war Greiz ständig in der Bezirksliga Gera vertreten, mit Ausnahme der beiden 2. Plätze 1968 und 1973 meist in der unteren Tabellenhälfte angesiedelt. 1973 wurde wieder einmal ein Namenswechsel vorgenommen, mit deutlichem Hinweis auf den Trägerbetrieb nannte sich die BSG nun Greika Greiz. 1980 konnte endlich ein Rasenplatz in Betrieb genommen werden. 1984 tauchte mit altem Namen ein neuer Lokalrivale in der Bezirksliga auf, bis 1988 machte wieder eine BSG Chemie der BSG Greika Konkurrenz. Nach alter Gewohnheit fusionierten beide Gemeinschaften im Juli 1988 zur Industriesportgemeinschaft Greiz.

### Neugründung des 1. FC Greiz
Die letzte Bezirksligasaison des DDR-Fußballspielbetriebes beendete ISG Greiz 1990 mit Platz 5. Im Laufe dieses Jahres brach das System der Betriebssportgemeinschaften aufgrund der neuen wirtschaftlichen Verhältnisse nach der politischen Wende von 1989 zusammen, und in Ostdeutschland musste sich der Sport neu organisieren. Die Mitglieder der Sektion Fußball der ISG gründeten daraufhin noch 1990 den Verein FC Greiz, der am 30. September 1994 seinen traditionellen Namen 1. FC Greiz annahm. Von 1991 bis 1997 spielten die Greizer in der Landesliga Thüringen (ab 1994 5. Liga). Nach neun Jahren Landesklasse erfolgte 2006 ein erneuter Absturz in die siebtklassige Bezirksliga. Zuvor war der 1. FC eine Spielgemeinschaft mit einem alten Bekannten, dem SV Chemie Greiz, eingegangen. 2011 wurde der 1. FC/Chemie Meister der Regionalklassenstaffel 1 und stieg damit in die siebtklassige Landesklasse Thüringen Staffel 1 auf.

### Logohistorie

1. FC Greiz (1920–1945)
BSG Fortschritt Greiz
BSG Greika Greiz (1973–1988)
FC Greiz (1990–1994)
1. FC Greiz (aktuell)

## Bekannte Spieler
Zwei spätere DDR-Nationalspieler begannen ihre Fußballkarriere in Greiz:
- Rainer Schlutter, begann bei Chemie Greiz, ging 1963 zum Carl-Zeiss-Vorgänger SC Motor Jena, 235 Oberligaspiele, 5 A-Länderspiele
- Konrad Weise, ging 1966 von Fortschritt Greiz zum FC Carl Zeiss Jena, 310 Oberligaspiele, 86 A-Länderspiele, Goldmedaille bei Olympia 1976

Zwei Spieler gingen den umgekehrten Weg:
- Jürgen Bähringer, kam 1988 nach 350 Oberligaspielen, einem A-Länderspiel und der Olympia-Silbermedaille 1980 vom FC Karl-Marx-Stadt
- Peter Nestler kam 1984 über Werdau und Gera nach 94 Oberligaspielen von Sachsenring Zwickau.

Außerdem kamen mit Dietmar Scheffel (Einheit Dresden), Kurt Kosmanek und Harald Krause (beide Wismut Gera) weitere Greizer Spieler zu kurzen Oberligaeinsätzen.
Als Trainer war Hartmut Rentzsch, 247 Oberligaspiele in Karl-Marx-Stadt und Zwickau, von 1985 bis 1987 in Greiz tätig.